# Los relojes
Los relojes (título original en inglés: The Clocks) es una novela de ficción detectivesca de la escritora británica Agatha Christie, publicada por primera vez en el Reino Unido por Collins Crime Club el 7 de noviembre de 1963, y al año siguiente en Estados Unidos por la editorial Dodd, Mead and Company.

## Argumento
Colin Lamb, agente del servicio secreto, en plena investigación de uno de sus casos, se tropieza con Sheila Webb, una mecanógrafa que es enviada a casa de la señorita Pebmarsh en donde encuentra el cuerpo sin vida de un hombre. El caso se complica cuando se descubre que la señorita Pebmarsh no había solicitado ningún servicio de la señorita Webb.
El caso parece complejo y Colin Lamb decide desafiar a su amigo Hércules Poirot a esclarecerlo sin levantarse de su asiento. Solamente con las informaciones recibidas del amigo, Poirot consigue sugerir una hipótesis coherente para la solución del enigma.